# Delirium (filme)
Delirium é um filme de terror sobrenatural americano dirigido por Dennis Iliadis e escrito por Adam Alleca. É estrelado por Topher Grace,
Patricia Clarkson, Callan Mulvey e Genesis Rodriguez. O filme foi produzido por Jason Blum através da Blumhouse Productions. O filme foi lançado pela Universal Pictures em vídeo sob demanda em 22 de maio de 2018 e em DVD em 5 de junho de 2018.

## Elenco
- Topher Grace como Tom
  - Braden Fitzgerald como jovem Tom
- Patricia Clarkson como Brody
- Callan Mulvey como Alex
  - Cody Sullivan como o jovem Alex
- Genesis Rodriguez como Lynn
- Robin Thomas como pai
- Daisy McCrackin como mãe
- Marty Eli Schwartz como Frank

## Produção
Em setembro de 2011, a GK Films e a Appian Way Productions anunciaram que Dennis Iliadis estava escalado para dirigir um filme de terror sobrenatural intitulado “Home from a Black List” escrito por Adam Alleca. Graham King, Tim Headington, Jennifer Davisson Killoran e Steven Schneider estavam produzindo o filme. Em janeiro de 2014, foi anunciado que Leonardo DiCaprio estava se unindo a Jason Blum  e sua Blumhouse Productions para produzir o filme com Topher Grace e Patricia Clarkson estrelando o filme. Em setembro de 2015, foi anunciado que o Home foi renomeado para Delirium.